# Dominic Scott Kay
Dominic Scott Kay (* 6. Mai 1996 in Los Angeles, Kalifornien) ist ein US-amerikanischer Schauspieler, Filmregisseur und Drehbuchautor sowie Sänger seiner eigenen Band.

## Leben
Dominic Scott Kay interessierte sich schon in sehr jungem Alter für Musik und Film. 2003 errichtete er die Band Wisdom und ist der Sänger seiner Gruppe. 2007 schrieb und inszenierte er den Kurzfilm Saving Angelo. Im selben Jahr schrieb er noch einen Film, Grampa's Cabin, und führte erneut Regie. 2006 bekam er die Rolle des Schweinchen Wilbur (Synchronstimme).

## Filmografie (Auswahl)

### Filme
- 2002: Minority Report
- 2003: They Call Him Sasquatch
- 2003: Mindcrime
- 2004: Single Santa Seeks Mrs. Claus (Fernsehfilm)
- 2004: Guarding Eddy
- 2004: Love's Enduring Promise
- 2004: Angel in the Family (Fernsehfilm)
- 2005: Loverboy
- 2005: Fathers and Sons (Fernsehfilm)
- 2005: Meet the Santas (Fernsehfilm)
- 2006: Midnight Clear
- 2006: Tierisch wild (Stimme von jungen Samson) (The Wild)
- 2006: Schweinchen Wilbur und seine Freunde (Stimme von Wilbur) (Charlotte’s Web)
- 2006: Air Buddies – Die Welpen sind los (Stimme von Bud-dha) (Air Buddies)
- 2007: Cake: A Wedding Story
- 2007: Charlotte's Web: Flacka's Pig Tales (Simmen Von Flacka)
- 2007: The Dukes
- 2007: Pirates of the Caribbean – Am Ende der Welt
- 2007: Saving Angelo (Kurzfilm)
- 2007: Grampa's Cabin (Kurzfilm)
- 2008: Snow Buddies – Abenteuer in Alaska (Snow Buddies)
- 2008: Tics – Meine lästigen Begleiter (Front of the Class)
- 2011: Die kleine blaue Lokomotive (The Little Engine That Could)
- 2011: Cousin Sarah
- 2021: Red Stone

### Fernsehen
- 2002: Power Rangers Wild Force (1 Folge: "The End of the Power Rangers: Part 2")
- 2003–2004: Oliver Beene (4 Folgen: "A Day at the Beach", "Dancing Beene", "Disposa-Boy", "Fallout")
- 2006: Without a Trace – Spurlos verschwunden (1 Folge: "Angstzustände")
- 2007: Navy CIS (1 Folge: "Gesucht und gefunden")
- 2009: Dr. House (1 Folge: "Sanfte Seite")

### Videospiele
- 2007: The Tuttles: Madcap Misadventures (Stimme von Zach Tuttle)

## Auszeichnungen
Young Artist Award
- 2003: Nominierung in der Kategorie Bester Schauspieler in einem Spielfilm – zehn Jahre oder jünger für Minority Report
- 2005: Nominierung in der Kategorie Bester Hauptdarsteller in einem Fernsehfilm, Miniserie oder Special für Single Santa Seeks Mrs. Claus
- 2007: Nominierung in der Kategorie Bester Schauspieler in einem Kurzfilm für Saving Angelo
- 2007: Auszeichnung in der Kategorie Bester Synchronsprecher für Schweinchen Wilbur und seine Freunde
- 2008: Nominierung in der Kategorie Bester Gastdarsteller in einer Fernsehserie für Folge 5x09 Gesucht und gefunden in der Serie Navy CIS
- 2008: Nominierung in der Kategorie Bester Schauspieler in einem Kurzfilm für Grampa's Cabin

Andere
- 2008: Auszeichnung für den Jury Award in der Kategorie Bester Kurzfilm für Saving Angelo